# Varanus beccarii
O Lagarto-de-Beccari ou Varano-arborícola-negro (Varanus beccarii) é uma espécie de lagarto varano da família Varanidae, que inclui lagartos gigantes como o dragão de komodo e o varano malaio. Ao contrário deles, porém, o Varanus beccarii vive nas árvores e não passa de 1 metro de comprimento. Possui escamas negras em todo o corpo, uma cauda longa e preênsil e hábitos arborícolas. Habita a Nova Guiné Ocidental.
Mesmo não muito grandes, esse lagartos são predadores vorazes e seu cardápio inclui insetos, aracnídeos, lagartos menores, pequenos mamíferos e ovos.